# Комиссия кнессета по образованию, культуре и спорту
Комиссия кнессета по вопросам образования, культуры и спорта (ивр. ועדת החינוך, התרבות והספורט‎ — Ваадат ха-хинух, ха-тарбут ве-ха-спорт) — постоянная комиссия кнессета, занимающаяся вопросами образования, физической культуры и культуры в Израиле.

## Информация о комиссии
Согласно информации, размещённой на сайте кнессета, в сферу деятельности данной комиссии входит образование; культура; наука; искусство; радио и телевещание; кинематограф и физическая культура.
Комиссия кнессета «по образованию и культуре» была создана в 1949 году, во время каденции кнессета 1-го созыва. Под данным названием комиссия с 2003 года, переименование было произведено в каденцию кнессета 16-го созыва.
Действующий председатель комиссии депутат от партии «Наш дом Израиль» Алекс Миллер. Состав комиссии (на 3 марта 2012 года): Нино Абесадзе, Исраэль Эйхлер, Мухаммед Бараке, Эйнат Вильф, Масуд Ганаим, Дани Данон, Джамаль Захалка, Нисим Зеэв, Яаков Кац, Анастасия Михаэли, Звулун Орлев, Цион Пиньян.

## Председатели комиссии
- Шошана Парсиц (кнессет 1-го созыва, кнессет 2-го созыва, кнессет 3-го созыва)
- Элимелех-Шимон Рималт (кнессет 4-го созыва)
- Моше Коль (кнессет 5-го созыва, кнессет 6-го созыва, кнессет 7-го созыва)
- Авраам Кац (кнессет 7-го созыва, кнессет 8-го созыва)
- Аарон Ядлин (кнессет 9-го созыва)
- Ора Намир (кнессет 9-го созыва, кнессет 10-го созыва)
- Нахман Раз (кнессет 11-го созыва)
- Михаэль Бар-Зохар (кнессет 12-го созыва)
- Далия Ицик (кнессет 13-го созыва)
- Авраам Бург (кнессет 13-го созыва)
- Эммануэль Зисман (кнессет 14-го созыва)
- Звулун Орлев (кнессет 15-го созыва)
- Авраам Шехтерман (кнессет 8-го созыва)
- Мали Полищук-Блох (кнессет 16-го созыва)
- Авраам Пораз (кнессет 16-го созыва)
- Илан Шалги (кнессет 16-го созыва)
- Михаэль Мелькиор (кнессет 17-го созыва)
- Звулун Орлев (кнессет 18-го созыва)
- Алекс Миллер (кнессет 18-го созыва)